# Antoine-Mathieu-Alexandre Jaquemet
Pour les articles homonymes, voir Jaquemet.
Antoine-Mathieu-Alexandre Jaquemet, né le 6 septembre 1803 à Grenoble et mort le 9 décembre 1869  à Nantes, est un homme d'Église français, évêque de Nantes de 1849 à 1869.
Il est notamment à l'origine de l'Externat des Enfants-Nantais, établissement scolaire toujours existant.

## Biographie

### Origines familiales et formation
Antoine Mathieu Alexandre est le fils de Jacques Jaquemet, négociant et directeur des contributions indirectes, et de Marie Anne Christine Guillermoz-Rolland, originaire de Ravel (Puy-de-Dôme). 

### Carrière jusqu'en 1849
Il est ordonné prêtre en 1826 et affecté dans le diocèse de La Rochelle, où il devient chanoine en 1831. 
Il est nommé vicaire général du diocèse d'Aix-en-Provence en 1836. 
En 1842, il est affecté à Paris en tant que vicaire général de l'archevêque Denys Affre.

### Évêque de Nantes
Nommé évêque de Nantes en novembre 1848, il reçoit la consécration le 29 juillet 1849. 
En 1851, il fonde l'externat des Enfants-Nantais dans le cadre juridique de la loi Falloux conjointement avec l'abbé Jules Pergeline (1821-1898), qui en est le premier supérieur (les « Enfants nantais » sont saint Donatien et saint Rogatien, patrons de la ville et du diocèse de Nantes).
L'année suivante, il approuve les nouveaux plans de l'église Saint-Jacques de Pirmil.
Il fait venir à Nantes les Ursulines de Jésus (« Dames de Chavagnes ») afin de créer dans la ville une « maison d'éducation » destinée aux jeunes filles, devenue aujourd'hui le lycée Françoise-d'Amboise.
En 1856, souhaitant établir le culte de saint Émilien de Nantes dans son diocèse, il s'adresse à Frédéric-Gabriel-Marie-François de Marguerye, évêque d'Autun, et reçoit des reliques du saint qui sont prélevées dans le trésor de l'église de Saint-Émiland (d'où l'on retire le 26 août 1858 « une côte entière, deux autres côtes non entières, une vertèbre lombaire presque entière, une phalange entière, une partie notable d'un des os tibiaux nommé péroné, un fragment de chair de la tête, un fragment de chair de la rotule droite » ; il demande également à Rome que son nom soit inscrit au calendrier de l'église de Nantes et sa fête célébrée dans le diocèse. Une paroisse venait d'être fondée ; elle a l'honneur de recevoir son nom et d'être placée sous son patronage : il s'agit de Saint-Émilien-de-Blain.
Le 28 septembre 1859, il s'inquiète du projet de la fontaine de la place Royale qui contiendrait « un monument en opposition avec les sentiments religieux de la population ou avec les règles de la morale publique ». C'est le maire en personne, Ferdinand Favre, qui le rassure, certifiant qu'il a lui-même obtenu de Daniel Ducommun du Locle que sa statue représente une femme vêtue.
Il est à l'origine de l'élévation du cénotaphe du général de Lamoricière.

### Mort et funérailles
Il meurt à Nantes le 9 décembre 1869.

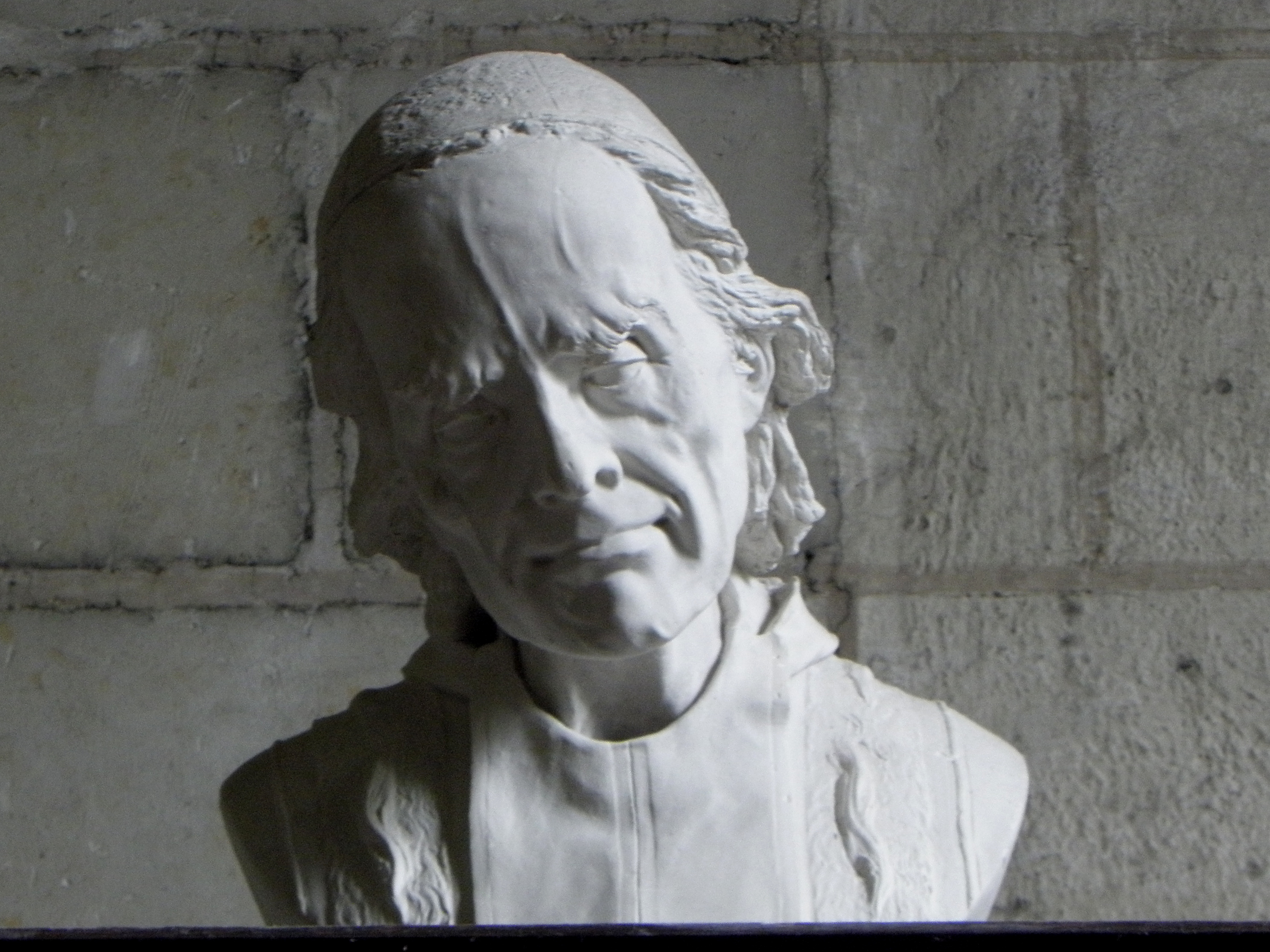
Buste de Jaquemet dans la chapelle de l'Immaculée-Conception à Nantes.

## Armes
D'azur à la croix de calvaire d'argent soutenue d'une épée et d'une clef du même, alias d'or, en sautoir.

## Publications
- Discussion entre Mgr l'évêque de Nantes et M. l'archiprêtre J. Wassilieff au sujet de l'autorité ecclésiastique dans l'Église de Russie (1861)
- Ordonnance pour l'exécution d'un bref pontifical, en date du 13 janvier 1859, portant approbation d'un calendrier perpétuel avec le propre de quelques messes et offices, à l'usage des Carmélites du diocèse (1859)
- Association pour le repos du dimanche (1856)
- Œuvre des pauvres églises (1855)